# Mathurin Madoré
Mathurin Madoré, född 12 juni 1996, är en fransk kanotist som tävlar i kanotslalom. Hans far Hervé Madoré är också en tidigare kanotist.

## Karriär
Vid EM 2020 i Prag tog Madoré guld i lagtävlingen i K1 tillsammans med Boris Neveu och Quentin Burgi. Vid EM 2025 i Vaires-sur-Marne tog han silver i individuell kajakcross.